# Banque centrale du Turkménistan
La Banque centrale du Turkménistan est la banque nationale du Turkménistan. Le bureau est situé dans un gratte-ciel distinctif au centre-ville d'Achgabat, sur l'avenue Bitarap Turkménistan. Établie en 1991, la banque réglemente le système bancaire turkmène et dirige la politique financière nationale.
Le 10 décembre 2002, un nouveau bâtiment abritant la banque centrale, construit par Bouygues Turkmène, est inauguré à Achgabat.

## Gouverneurs
- Amandurdy Bordzhakov, 1991-1992 [3]
- Nazar Saparov, 1992-1993 [4]
- Hudajberdy Orazov, 1993-1999 [5]
- Seitbay Gandimov, 1999-2002
- Imamdurdi Gandimov, mai 2002-sept. 2002 [6]
- Nourberdi Bayramov, sept. 2002 [7]
- Shekersoltan Mukhammedova, 2002-2005 [8]
- Jumaniyaz Annaorazov, 2005-2006 [9]
- Geldimyrat Abylov, 2006-2008 [10]
- Guvanchmyrat Goklenov, 2008-2011 [11]
- Tuvakmamed Japarov, 2011-2014 [12]
- Gochmyrad Myradov, 2014-2015 [13]
- Merdan Annadurdiyev, 2015-2021 [14]
- Gadyrgeldi Müşşikow, 9 juillet 2021-présent [15]